# Tassa sulle bibite zuccherate

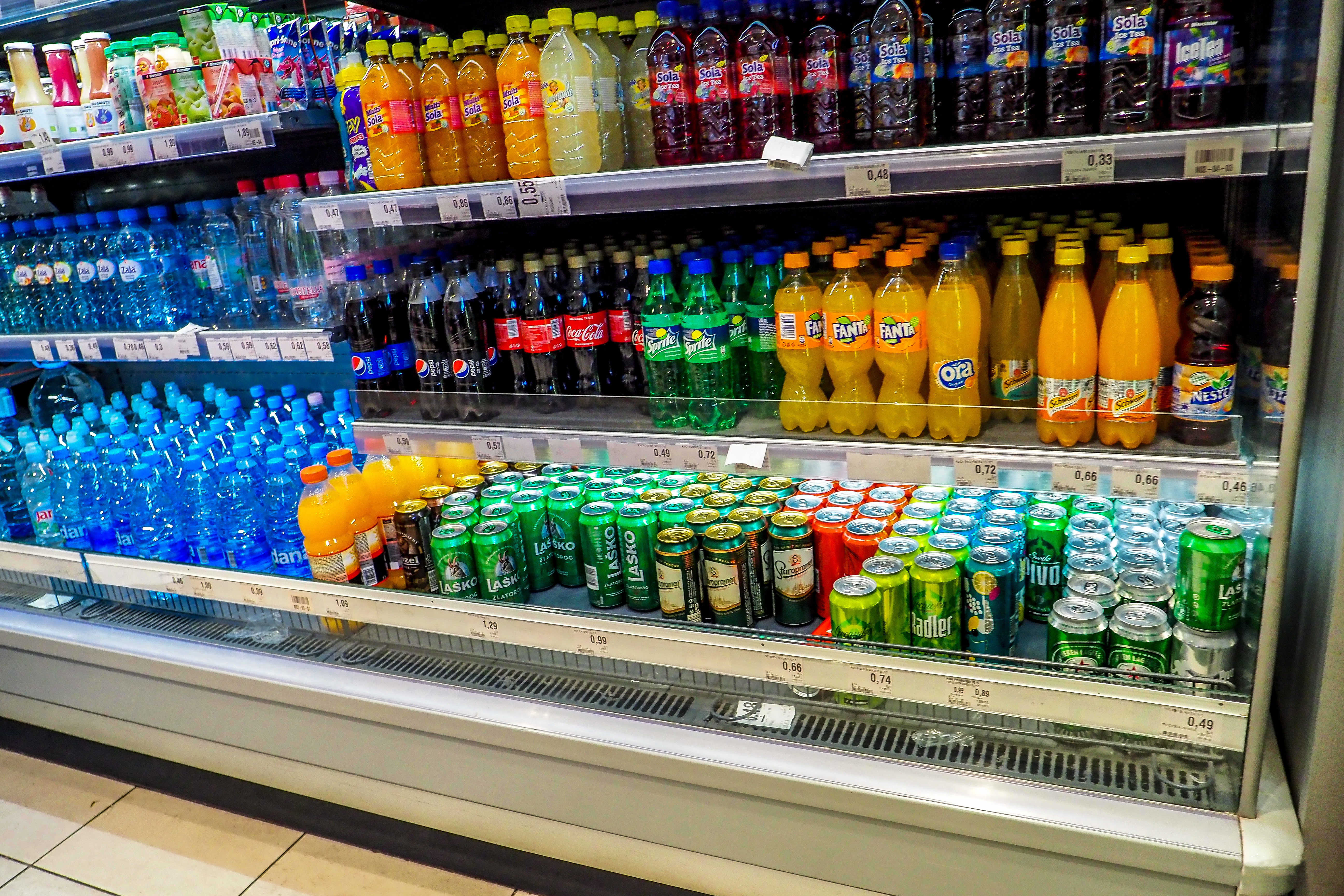
Una tassa sulle bibite zuccherate è stata introdotta in numerosi Paesi, allo scopo di limitare il consumo delle bevande ad alto contenuto di zuccheri

Con tassa sulle bibite zuccherate si intende genericamente una tassa o un sovrapprezzo ideato per ridurre il consumo di bibite ad alto contenuto di zuccheri. Le bevande oggetto di una tassa di questo genere sono solitamente i soft drink con aggiunta di anidride carbonica, i cosiddetti sport drink e gli energy drink. Dal nome comune di questo tipo di bevande in lingua inglese, l'imposta è anche spesso denominata per semplicità soda tax o sugar tax.
La tassa sulle bibite è oggetto di dibattito in molti paesi, con i grandi produttori di bevande gassate (come Coca-Cola) da un lato che spesso si oppongono alla sua proposta di introduzione, e altri enti dall'altro (come le associazioni dei medici o l'Organizzazione mondiale della sanità) che invece ne propongono l'adozione, considerandola un esempio di imposta pigouviana volto a disincentivare l'adozione di regimi alimentari dannosi per la salute e a bilanciare l'impatto crescente di patologie quali l'obesità o il diabete sul totale delle spese sanitarie sostenute dallo stato.

## Presupposti
Nella seconda metà del XX secolo il diabete mellito di tipo 2 è divenuto un fattore di preoccupazione crescente per la salute nella maggior parte dei paesi sviluppati e in via di sviluppo; nel solo 2016 i decessi direttamente attribuibili a questa malattia sono stati stimati in più di un milione e mezzo.
A differenza degli zuccheri contenuti nel cibo solido, quelli assunti per via liquida entrano nel corpo più velocemente, ad un ritmo che può sovraccaricare il pancreas e il fegato, condizione che può portare se protratta all'insorgenza del diabete e di infarti. Uno studio condotto nel 2016 ha rivelato che il consumo di una o due bevande zuccherate a pasto può aumentare il rischio di sviluppare una forma di diabete del 26%. Gli zuccheri contenuti nei liquidi sono stati anche associati all'aumento della pressione sanguigna.
I malesseri cardiaci sono stimati essere causa del 31% della mortalità globale generale e sebbene un singolo drink zuccherato abbia solo un effetto minimo sul cuore, il consumo regolare di bevande zuccherate è associato a conseguenze di lungo periodo sul sistema cardiaco. Uno studio del 2012 ha rilevato come per ogni bibita zuccherata in più assunta al giorno il rischio di sviluppare una malattia cardiaca sia aumentato del 10% nel caso degli uomini. Un'altra ricerca ha invece dimostrato lo stesso rischio per le donne che consumano bevande zuccherate giornalmente. Studi successivi hanno inoltre confermato come le bevande zuccherate aumentino il rischio di incorrere in malesseri di natura cardiaca in misura maggiore rispetto ai cibi zuccherati.
Un ulteriore problema per la salute pubblica è costituito dall'aumento costante della popolazione mondiale affetta da obesità e sovrappeso, tanto nei paesi sviluppati quanto in quelli in via di sviluppo. Se per la prima si calcola che la sua incidenza sia triplicata dal 1975, per il secondo si stima che al 2016 colpisse, in varie forme, almeno un miliardo e mezzo di adulti. Il consumo degli zuccheri contenuti nelle bibite è stato associato ad un apporto calorico elevato, e di conseguenza identificato come un fattore in grado di contribuire all'aumento di peso e all'obesità, in particolare nei giovani. Negli Stati Uniti è stato stimato che l'aggiunta di una bibita zuccherata al giorno alla normale dieta può condurre ad un aumento di peso che può sfiorare i 7 chili nel corso di un anno. Una ricerca condotta nel 2019 sembrerebbe inoltre evidenziare un possibile legame fra il consumo di bevande ad alto contenuto di zuccheri e il rischio di cancro (legame che non è però ancora stato dimostrato con precisione).
Il consumo di bevande ad alto contenuto di zuccheri è stato anche messo in relazione allo sviluppo di patologie dentali quali la carie, che rappresenta, secondo quanto riportato dall'OMS, la malattia non trasmissibile più diffusa a livello mondiale. Esistono in proposito numerosi studi che hanno messo in relazione l'alto consumo di bibite zuccherate ad un aumento delle patologie dentali e il possibile effetto benefico di una tassa atta a ridurre il consumo di tali bevande sulla salute dentale generale della popolazione.
L'aggiunta di zuccheri è inoltre comune in molti cibi di consumo quotidiano (come ad esempio i cereali da colazione, cioccolato, gelati, biscotti, yogurt e bibite). La pervasività della presenza delle bevande zuccherate e la loro attrattività per i consumatori più giovani hanno reso il loro consumo un tema di particolare interesse per la salute pubblica. Tanto negli Stati Uniti quanto nel Regno Unito, le bibite zuccherate rappresentano la maggior fonte di calorie nell'alimentazione degli adolescenti e dei bambini fino agli 11 anni.
Le statistiche indicano come il consumo di bibite sia in calo in diversi paesi sviluppati, ma che stia rapidamente crescendo nelle economie dei paesi emergenti, quali India o Vietnam. Negli Stati Uniti il consumo medio pro capite di bibite zuccherate era di 154 litri l'anno nel 2014.

### Tasse sul tabacco
I sostenitori delle Soda tax citano come precedente il successo delle tasse sul tabacco, sostenendo come una tassa analoga sulle bibite avrebbe lo stesso effetto nell'abbassare il consumo di tali bevande. L'attenzione in questo caso è posta sul rischio di diabete e obesità piuttosto che su quello di cancro. Le tattiche utilizzate dalle compagnie produttrici di bibite per ostacolare l'introduzione di imposte sui prodotti da loro venduti sono peraltro simili a quelle adottate dalle grandi compagnie produttrici di sigarette, che si avvalgono di metodi quali il finanziamento di studi scientifici volti a minimizzare l'impatto sulla salute di tali prodotti.

### Teoria economica della tassa
L'imposizione di una tassa sulle bibite zuccherate significa, in termini economici, che i rivenditori di bibite sarebbero costretti ad aumentare il prezzo della merce di un ammontare P2 rispetto al prezzo originale X, per poi tenere il resto della tassa per loro (P1), sotto forma di minore profitto per unità venduta. Il peso della tassa (P2) renderebbe così più dispendioso per il consumatore acquistare bibite zuccherate, dato che una maggiore percentuale del suo reddito verrebbe dedicata all'acquisto della stessa quantità di merce. Tale conseguenza diminuirebbe, nelle speranze dei promotori, la quantità globale di bibite zuccherate vendute. Che sia imposta sul consumatore o sul rivenditore, in entrambi i casi il peso della tassa sarebbe condiviso tra entrambi gli attori dell'operazione economica.
Il modo in cui il peso della tassa viene diviso fra consumatore e venditore dipende dall'elasticità rispetto al prezzo del bene. Nello specifico, Il peso ricade in misura maggiore sul rivenditore quando l'elasticità della domanda rispetto al prezzo è maggiore di quella dell'offerta, mentre ricade sul consumatore quando le condizioni sono opposte (ossia l'elasticità dell'offerta rispetto al prezzo è maggiore di quella della domanda). L'elasticità del prezzo delle bibite zuccherate varia da nazione a nazione . Ad esempio, il valore dell'elasticità della domanda rispetto al prezzo per le bevande è stato calcolato essere di -1.37 in Cile, mentre in Messico pari a -1.16. Ipotizzato che i risultati della misurazione siano realistici e che l'elasticità dell'offerta rispetto al prezzo sia la stessa in entrambi i casi, ciò significa che il peso della tassa per i consumatori sarebbe più alto in Messico che in Cile.
Il Dipartimento della salute e dei servizi umani degli Stati Uniti ha calcolato che una tassa sullo zucchero contenuto nelle bibite potrebbe generare un introito di quasi 15 miliardi di dollari solo nel primo anno. L'Ufficio di bilancio del Congresso ha stimato che una tassa di tre centesimi al litro si tradurrebbe in 24 miliardi di dollari di introito nell'arco di quattro anni. Le proposte per l'utilizzo di tali proventi sono diverse: alcuni analisti suggeriscono che essi vengano destinati a pagare il costo sanitario dovuto a sovrappeso e obesità, altri invece prevedono di destinare una parte dei ricavi ad attività di prevenzione, quali promuovere l'attività fisica e il miglioramento della dieta quotidiana dei cittadini. Un ulteriore utilizzo suggerito per gli introiti della tassa sarebbe quello di sovvenzionare, abbassandone il prezzo, cibi più salutari quali frutta e verdura.

### La tassa in termini microeconomici
Il motivo dell'introduzione di una tassa sulle bibite zuccherate è, come detto, il tentativo di combattere le esternalità negative del consumo di zucchero. Dato che l'eccesso può essere infatti identificato come la causa di problemi di salute quali l'obesità, il diabete e altri, che si traducono in perdita di produttività, si può ritenere come il soggetto il cui benessere è impattato negativamente da tale causa sia lo stesso sistema sanitario pubblico, che ha dunque motivo di intervenite per contrastare tali conseguenze. Una maggiore richiesta di cure e servizi medici si traduce in maggiori costi per lo stato, ed è proprio questo aumento ad essere identificato come una possibile esternalità negativa del consumo eccessivo di zucchero.
In termini economici, il beneficio marginale sociale o pubblico (BMS) del consumo di zucchero è minore del beneficio marginale privato (BMP). Si può illustrare questo fatto con l'equazione seguente:
```
BMS = BMP - 
Costo marginale
 esterno (CME)
```

In questo scenario, i consumatori hanno come obiettivo solamente il beneficio che l'utilizzo di zucchero apporta a loro stessi (BMP), e non considerano le esternalità negative sulle terze parti coinvolte (CME); questo li porta ad aumentare i consumi per massimizzare la loro utilità. Ciò significa che dove si ha consumo eccessivo di zucchero, viene creata una perdita di welfare.
La tassa sulle bibite, un'imposta pigouviana, sarebbe in questo senso un modo di ridurre le esternalità negative per mezzo della regolamentazione del consumo delle bevande zuccherate. Senza una tale tassa, il denaro dei contribuenti è utilizzato per pagare i più elevati costi della sanità pubblica. Anche se una soluzione di questo tipo correggerebbe le esternalità negative del consumo di zucchero, avrebbe però un risvolto negativo sul contribuente che, pur avendo un consumo moderato, si vedrebbe obbligato a pagare l'esternalità. Da qui l'idea che la tassa potrebbe essere più efficace se il suo introito venisse destinato per favorire programmi di nutrizione per l'infanzia o di prevenzione dell'obesità. Questa sarebbe infatti una soluzione che consentirebbe di correggere l'esternalità negativa e al tempo stesso di far ricadere maggiormente il suo costo sugli attori che effettivamente ne sono la causa.

## Posizioni contrarie alla tassa e controversie
L'idea di una tassa sulle bibite zuccherate è stata oggetto di critiche sotto diversi aspetti. Uno degli argomenti portati a supporto per contestarne l'efficacia verte sull'idea che possa trattarsi di un'imposta regressiva, il cui impatto andrebbe a pesare maggiormente sui consumatori appartenenti alle fasce di reddito più basse, rispetto a quelli più ricchi. Lo stesso aspetto è stato però usato per difendere l'efficacia della misura, che disincentivando il consumo di quello che viene identificato, nei presupposti dei suoi promotori, come un bene dannoso per la salute, andrebbe in realtà a creare vantaggio, inducendo a ridurne l'utilizzo, proprio di quelle classi colpite dal provvedimento. Secondo altre posizioni, l'effetto regressivo dell'imposta potrebbe essere contrastato efficacemente tramite l'utilizzo del suo ricavato per incentivare e promuovere una dieta più sana.
Dal punto di vista politico, la tassa è stata oggetto di critiche in quanto configura una forte forma di intervento dello stato nella vita dei cittadini, al fine di orientarne i consumi. In quanto tale, è stata identificata come espressione di uno "stato balia" (nanny state) che interviene con troppa forza per determinare lo stile di vita dei suoi cittadini.
Un ulteriore punto di controversia riguarda l'estensione della tassa o meno anche ad altri prodotti alimentari contenenti zuccheri aggiunti, quali i succhi di frutta, gli snack energetici e i biscotti, tanto dannosi per la salute (se si assume il presupposto da cui trae origine l'idea dell'imposta) quanto le bibite. In particolare, sono i succhi di frutta ad essere stati parificati, da un punto di vista metabolico, alle bevande zuccherate, sebbene in molte versioni della tassa su di essi non venga applicato alcun sovrapprezzo. Durante il dibattito che nel Regno Unito ha preceduto l'adozione effettiva di una tassa sulle bibite, alcuni proponenti hanno posto l'attenzione sulla necessità di non limitare la misura alle sole bevande zuccherate, ma di estenderla anche a tutti i prodotti dolciari, con lo scopo di combattere la diffusione dell'obesità fra i giovani. Uno studio condotto dall'università di Glasgow, condotto su un campione di 132 000 adulti, ha inoltre mostrato come l'idea di colpire lo zucchero da solo, identificandolo più o meno implicitamente con la principale causa della diffusione di obesità e sovrappeso, porti i consumatori a sottovalutare l'eccesso di grassi nella propria dieta, fattore altrettanto importante.
Da un punto di vista puramente economico, si è sperimentato come un facile modo di evitare gli effetti della tassa (particolarmente nei paesi più piccoli) sia il turismo della spesa, ovvero la pratica di andare all'estero, in paesi confinanti dove l'imposta non è applicata, per procurarsi ad un prezzo inferiore bibite e altri beni tassati. Questo fenomeno, il cui corollario è una riduzione dei consumi interni e una conseguente contrazione delle vendite dei piccoli rivenditori è stato riscontrato ad esempio in Danimarca, e si è rivelato uno dei fattori che hanno portato il governo del paese scandinavo ad abbandonare l'imposta nel 2013.
Nel 2012 il consiglio cittadino di Richmond ha visto bocciare la proposta di introduzione di una tassa sulle bibite con una percentuale del 67% dei votanti che si sono espressi contrari al provvedimento.
Nel settembre 2016 l'American Beverage Association (associazione di categoria dei produttori di bibite degli Stati Uniti), unitamente a numerosi proprietari di negozi, ha intentato una causa legale contro la tassa approvata solo pochi mesi prima dal governo della città di Filadelfia, appellandosi al fatto che essa sarebbe contraria alla "clausola di uniformità" prevista dalla costituzione dello stato. Nel giugno dell'anno successivo la sentenza della corte ha confermato la legittimità della tassa; il caso è tuttora stato portato in appello presso la Corte Suprema della Pennsylvania.
Nel novembre 2016 il consiglio della Contea di Cook, in Illinois, ha approvato una tassa di un centesimo per oncia sulle bibite zuccherate. Estendendosi alla grande città di Chicago e a più di 5 milioni di abitanti nel suo complesso, il provvedimento si trattava del più vasto del suo genere in vigore sul territorio statunitense. Dopo soli due mesi dalla sua effettiva entrata in vigore, nell'ottobre 2017, il provvedimento (contro il quale le associazioni di piccoli commercianti si erano appellate) è stato però respinto e ritirato, cessando di essere effettivo il 1 dicembre. La percezione pubblica del provvedimento come un mezzo di ripianare il deficit delle casse della contea piuttosto che come uno strumento per promuovere uno stile di vita più sano è stata decisiva nel renderlo impopolare.
Nell'ottobre 2017 l'Associazione Italiana tra gli Industriali delle Bevande Analcooliche (Assobibe) ha rilasciato una nota ufficiale in cui ha messo in dubbio l'efficacia di un'imposta limitata alle bibite zuccherate e sottolineato il rischio di una perdita di migliaia di posti di lavoro nel settore.

### Attività di lobbismo
La proposta di una tassa sulle bibite zuccherate è stata più volte oggetto di campagne promosse dalle associazioni di rappresentanza dei produttori di soft drink, chiaramente fra i più colpiti dal provvedimento. L'attività di questi gruppi di pressione si è principalmente orientata verso il finanziamento di attività pubblicitarie ostili all'imposta, anche se è emerso che in alcuni casi ad essere state sovvenzionate sono state delle ricerche di natura scientifica. Nel 2015 la diffusione di alcune e-mail ha rivelato come la Coca-Cola Company abbia largamente finanziato studi scientifici con l'obiettivo di influenzare i ricercatori ad assumere posizioni non ostili alle bibite zuccherate. Un'altra accusa rivolta alle grandi compagnie produttrici di bibite è quella di aver sovvenzionato enti pubblici e associazioni al fine di far ritirare il loro supporto all'introduzione della tassa.
Negli Stati Uniti l'American Beverage Association, la maggiore rappresentante della lobby dell'industria delle bibite zuccherate, ha investito grandi somme in attività di pressione presso il Congresso.
Nel 2009 l'amministrazione Obama mise allo studio la possibilità di introdurre una misura di tassazione sulle bevande zuccherate come parte della riforma sanitaria nei piani dell'allora presidente. La proposta fu abbandonata anche grazie alla forte attività lobbistica condotta dall'industria delle bibite. Nel 2010 lo stato di New York aveva preso in considerazione l'introduzione di una misura analoga, ma anche in quel caso l'imposta non fu approvata, anche grazie a una forte campagna mediatica contraria alla tassa, i cui finanziamenti sono stati calcolati essere stati il doppio di quelli utilizzati dai sostenitori dell'iniziativa.
Nel 2014 la città statunitense di San Francisco, in California, votò per la prima volta la proposta di una tassa sulle bevande zuccherate, proposta che non fu poi approvata con la maggioranza richiesta di due terzi dei votanti; nel corso della campagna referendaria, le compagnie produttrici di bibite spesero circa 10 milioni di dollari per la loro attività pubblicitaria. La stessa proposta di una tassa di 1 centesimo per oncia venne poi riproposta nel 2016, riuscendo questa volta ad ottenere la maggioranza richiesta per essere approvata; in quel caso, la spesa raggiunta dalla lobby dell'industria delle bibite per contrastare la decisione fu di quasi 20 milioni di dollari cifra prima di allora mai eguagliata nella storia dei finanziamenti per questo tipo di consultazioni nella città californiana.

## Studi scientifici
La possibile efficacia di una misura di tassazione sulle bibite zuccherate per ridurne i consumi e avere un impatto positivo sulla salute dei cittadini è stata oggetto di numerosi studi. Una ricerca condotta nel 2010 su un campione di 5 115 giovani adulti di età compresa fra i 18 e i 30 anni ha portato i ricercatori a concludere che una tassa del 18% sulle bevande zuccherate porterebbe a una riduzione delle calorie giornaliere assunte per persona di 56 calorie, il che avrebbe come conseguenza una riduzione del peso pari a 2 chili all'anno.
Un'altra ricerca condotta nello stesso anno ha concluso che sebbene una tassa di questo tipo abbia come effetto quello di ridurre il consumo di bibite zuccherate, questo non si tradurrebbe automaticamente in un minor apporto calorico alla dieta, in quanto i consumatori si orienterebbero naturalmente verso altri tipi di bevande iper-caloriche. Una nota dell'Associazione Americana dei professionisti della Pubblica Salute (American Public Health Association) ha risposto a questa obiezione sostenendo che "anche se i consumatori passassero a prodotti come i succhi di frutta o il latte con zuccheri aggiunti, questo sarebbe comunque meglio, in quanto tali bevande apportano dei nutrienti alla dieta".
Uno studio datato 2011 ha confermato la previsione secondo la quale "una piccola tassa sulle bibite zuccherate potrebbe tanto produrre entrate significative per la sanità pubblica, quanto migliorarla riducendo l'obesità". Tale impatto è stato valutato da una ricerca condotta nel 2012 nella prevenzione nei soli Stati Uniti di 2,4 milioni di casi di diabete, di 8 000 infarti e di 26 000 casi di morte prematura nell'arco di 10 anni.
Uno studio del 2014 pubblicato sull'American Journal of Public Health si è concentrato sull'impatto dell'imposta in termini di lavoro, e ha concluso che essa non ha una ricaduta negativa sull'occupazione. L'eventuale perdita di posti di lavoro nel settore oggetto della tassazione infatti viene facilmente ripianata dall'aumento di richiesta di manodopera in altri settori.
Nel 2016 i risultati di una ricerca condotta in Australia hanno portato gli autori a concludere come una tassa del 20% sulle bevande zuccherate avrebbe come conseguenza una contrazione dei consumi del 12,6%, con conseguente riduzione del tasso di obesità nella popolazione. Quest'ultimo fattore si tradurrebbe in un aumento medio di 7,6 giorni di piena salute all'anno calcolato su un maschio compreso nella fascia di età 20-24 anni, e di 3,7 giorni per una femmina di pari età.
Uno studio in UK ha segnalato che l’imposta sembra aver avuto quanto meno una certa efficacia, e ha riscontrato un calo significativo degli zuccheri assunti attraverso le bevande da parte di bambini e adulti.

## Nazioni che hanno introdotto o discusso la tassa

### Europa

#### Danimarca
La Danimarca è stato un paese pioniere nell'ambito delle soda tax, avendone introdotta una prima versione già negli anni '30 (dell'ammontare di 1,64 Corone danesi al litro), ma il governo danese ha annunciato nel 2011 l'idea di abolire tale imposta e di sostituirla con una generica "Fat tax" da applicarsi su tutti i cibi considerati troppo grassi (in particolare su quelli ad alto contenuto di grassi saturi, con lo scopo di abbassare, grazie alle maggiori entrate, la tassazione in altri ambiti e dare così impulso all'economia nazionale. La tassa fu oggetto di molte critiche per la sua inefficacia, al pari di quella sulle bibite: per evitare il costo maggiorato infatti, ai consumatori bastava infatti recarsi nei paesi limitrofi come Germania e Svezia per comprare ad un prezzo inferiore merci come burro e bibite gassate. La tassa fu quindi abbandonata nel 2013, mentre quella sulle bibite zuccherate poco dopo.

#### Francia
Il governo francese ha introdotto una prima tassa sulle bibite nel 2012, con l'obiettivo di aumentare il costo medio delle bevande zuccherate del 3,5%, ovvero di applicare un sovrapprezzo pari a 5,73 € per ettolitro. Analisi di mercato successive all'introduzione della tassa hanno mostrato come le vendite di bevande zuccherate siano diminuite dopo la sua implementazione, interrompendo una tendenza di numerosi anni di crescita.
Uno studio del 2016 ha mostrato come l'introduzione della tassa abbia portato a un aumento di 19 centesimi di euro al litro del prezzo dei succhi di frutta non puri (contenenti cioè zuccheri aggiunti), di 19 centesimi per le bibite dietetiche (senza zuccheri, a zero calorie etc.) e abbia in realtà avuto un impatto minore sui soft drink "classici". Lo studio ha anche calcolato un decremento nel consumo di bibite colpite dalla tassa di 9 centilitri a settimana per persona dopo che essa è stata introdotta.
La tassa è tuttora in vigore in Francia, dove si sono avute anche proposte per un suo aumento. Dal 2018 una nuova versione della tassa colpisce la percentuale di zucchero presente nelle bibite, all'aumentare della quale varia l'ammontare dell'imposta applicata.

#### Germania
Nonostante le dichiarazioni di alcuni membri del Bundestag circa l'opportunità dell'introduzione di una tassa che colpisca le bevande ad alto contenuto di zuccheri, al momento nessun'imposta di questo tipo è applicata in Germania.

#### Irlanda
In Irlanda una tassa sulle bibite (pari a 30 centesimi di Euro al litro per le bevande contenenti più di 8 grammi di zucchero per 100 ml) è stata introdotta il 1 maggio 2018.

#### Italia
Nel 2018 la Società Italiana di Diabetologia, unitamente ad altre rappresentanze del settore, ha indirizzato una lettera al ministro della salute Giulia Grillo per valutare l'introduzione anche in Italia di una tassa del 20% sulle bibite zuccherate, sottolineandone i benefici per la salute dei consumatori. Il dibattito sull'introduzione di tale imposta, vista da un lato come possibile mezzo per incentivare una dieta più sana, dall'altro come un pericolo per l'industria dello zucchero ed l'indotto ad essa collegato, si è sviluppato nel Governo in concomitanza con la discussione della manovra finanziaria di fine anno. Nel settembre 2019 il presidente del consiglio Giuseppe Conte ha definito in un intervento pubblico l'idea di introdurre una tassa "sulle bibite gassate" (non specificando se riferita solamente a quelle zuccherate) "praticabile", con lo scopo di finanziare ricerca e formazione.
Alla fine del 2019 il provvedimento era stato ufficialmente varato, con l'introduzione di una imposta sul consumo di bevande analcoliche edulcorate pari a 10 euro per ettolitro nel caso di prodotti finiti e di 0,25 euro per chilogrammo nel caso di prodotti da diluire; con l'approvazione della legge di bilancio 2021, l'introduzione ufficiale del provvedimento è stata posposta al 1º gennaio 2022 e successivamente rimandata ancora al 1º gennaio 2024, e poi al 1º luglio dello stesso anno. L'associazione dei produttori di bibite analcoliche ha rinnovato la propria contrarietà alla proposta, stimando come suo effetto una contrazione del mercato del settore pari al 16%.

#### Norvegia
La Norvegia ha introdotto un sovrapprezzo sulle bibite zuccherate sin dal 1922, con lo scopo non tanto di limitarne i consumi quanto di massimizzare le entrate da esso derivanti per lo stato. Una modifica dell'imposta nel 2017 ha portato il livello a 3,34 Corone per litro.
Nel gennaio 2018 la tassa è stata ulteriormente modificata e innalzata, fino a raggiungere l'83% per quanto riguarda i prodotti che in generale contengono un alto valore di zuccheri e il 42% per le bevande. L'ammontare della tassa per litro è stato così portato a 4,75 corone, e attualmente tale sopraccarico si applica tanto alle bibite contenenti zuccheri naturali tanto a quelle dolcificate artificialmente.

#### Regno Unito
Nel 2016 il governo britannico ha annunciato l'introduzione nella legge di bilancio annuale di una tassa sulle bibite zuccherate, denominata ufficialmente "Soft Drinks Industry Levy". La tassa divenne effettiva a partire dal 6 aprile 2018. L'imposta, che va a colpire i produttori di bibite, è calcolata sul volume di bevande zuccherate da essi prodotti o importati. Alle bibite contenenti un totale di zucchero superiore a 5 grammi per 100 ml viene applicata una maggiorazione di 18 penny per litro mentre su quelle nelle quali tale contenuto supera gli 8 grammi per 100 ml di prodotto la tassa è di 24 penny per litro. Al momento della sua introduzione, la stima dell'impatto economico della misura era calcolata in un miliardo di Sterline in più per le casse dello stato, da destinarsi per la maggior parte al sostegno e alla promozione delle attività sportive nelle scuole del paese.
Già nel 2013 uno studio pubblicato sull'autorevole British Medical Journal aveva tratto la conclusione che una tassa del 20% sulle bibite zuccherate nel Regno Unito avrebbe avuto come effetto una riduzione del tasso di obesità nella nazione dell'1,3%, e aveva così concluso che imporre una tassazione su questo genere di bevande sarebbe stata "una misura particolarmente efficace per contrastare l'obesità nella popolazione, specialmente tra i giovani adulti".

#### Ungheria
Nel 2011 il governo ungherese ha introdotto una tassa ad aliquota variabile (dal 5 al 20%) su tutti i cibi e le bevande considerati ad alto contenuto di zucchero e di sale. Nel 2016 è stato calcolato che a seguito dell'introduzione dell'imposta si sia rilevata una riduzione del 22% nel consumo delle bevande energetiche ad alto contenuto di zuccheri, e che il 19% della popolazione abbia diminuito il proprio acquisto di bibite zuccherate.

### Nord e Sud America

#### Barbados
Nell'isola di Barbados una sugar tax del 10% sulle bibite è stata introdotta nel 2015.

#### Cile
Il governo cileno ha varato nel 2014 l'introduzione di una tassa sulle bibite, consistente nell'aumento dal 13% al 18% dell'imposta già precedentemente applicata per le bevande contenenti più di 6,25 mg di zucchero aggiunto per 100 ml. La tassazione sulle bevande con una percentuale di zuccheri inferiore è stata, per converso, diminuita e portata al 10%. È stato calcolato che al 2018 l'adozione della nuova tassazione abbia portato a una riduzione del consumo di bibite zuccherate del 21,6% nel paese, che al momento dell'inaugurazione dell'imposta era al secondo posto nella classifica delle nazioni con il più alto consumo pro capite di bevande zuccherate, alle spalle del Messico.

#### Colombia
Nel 2016 una campagna promossa da un ampio sostegno popolare per l'introduzione di una tassa sulle bibite del 20% è stata interrotta dal governo della Colombia, paese nel quale una bibita zuccherata è spesso meno costosa rispetto alla normale acqua da tavola in bottiglia.

#### Messico
Nel settembre del 2013 l'allora presidente messicano Enrique Peña Nieto ha presentato, come parte della sua proposta di riforma fiscale, l'idea di una sugar tax del 10% da applicarsi su tutte le bibite gassate zuccherate, con lo scopo di ridurre il numero di pazienti affetti da diabete e altri disturbi cardiovascolari in Messico, paese nel quale si registra uno dei tassi di obesità più alti al mondo. Stando ai dati forniti dal governo messicano nel 2011 il costo sanitario per ogni paziente affetto da diabete per il servizio sanitario nazionale messicano (il più esteso di tutta l'America Latina) si aggirava intorno ai 708 dollari USA, per un costo complessivo stimato di più di 778 milioni di dollari USA (dato del 2010).
Nello stesso 2013 le grandi compagnie produttrici di bibite hanno intrapreso una campagna mediatica per dissuadere il parlamento del paese nordamericano dall'approvare la tassa, appellandosi al fatto che stando alle loro previsioni una sua introduzione non sarebbe stata di alcun aiuto per contrastare sovrappeso e obesità, ma che anzi avrebbe unicamente trasferito il costo maggiorato sui consumatori senza scoraggiarne l'acquisto di soft drink. Al termine di questa controversia, nell'ottobre 2013 il senato messicano ha approvato l'applicazione di un sovrapprezzo di 1 Peso messicano per litro sulle bibite zuccherate, unitamente a una tassa del 5% sul cosiddetto cibo spazzatura.
Il caso messicano si è rivelato come uno dei più studiati nel suo genere. Le ricerche hanno dimostrato come a seguito dell'implementazione della tassa il consumo di bibite zuccherate in Messico si sia effettivamente ridotto. Le stime sulla riduzione del consumo annuo variano a seconda delle analisi dal 5,5% al 6% nell'anno successivo all'introduzione della tassa. La maggiore riduzione si è registrata presso i consumatori dotati di minor potere di acquisto, e in generale si è riscontrato un parallelo aumento degli acquisti di acqua da tavola e di bevande non tassate del 4%. Per determinare se tale riduzione abbia un reale impatto a medio-lungo termine sulla percentuale di popolazione affetta da obesità, saranno necessari tuttavia studi condotti su un periodo di tempo più ampio. Dagli autori di questi studi è stato infine suggerito al governo messicano un raddoppio della tassazione, per facilitare un'ulteriore riduzione dei consumi.
Un altro studio condotto nel 2016 ha concluso che l'introduzione della tassa al 10% sulle bibite avrebbe come risultato quello di "prevenire 189.300 nuovi casi di diabete, 20.400 infarti e 18.900 morti nella fascia di età compresa fra i 35 e i 94 anni" se mantenuta per un periodo di 10 anni. Un'ulteriore conclusione dello studio è stata quella di un possibile risparmio complessivo stimato in circa 983 milioni di dollari nello stesso periodo.
Nel 2017 uno studio pubblicato sullo statunitense Journal of Nutrition ha sostanzialmente confermato i risultati delle ricerche precedenti, mostrando come la riduzione dell'acquisto di bibite zuccherate e il parallelo aumento dell'acquisto di bevande non zuccherate abbiano riguardato principalmente gli adulti di reddito medio-basso, abitanti nelle aree urbane.

#### Stati Uniti
Negli Stati Uniti una vera e propria tassa generale sulle bevande contenenti zucchero è al momento assente. Nonostante ciò, sono numerose le città o i territori che hanno approvato l'imposizione di tasse specifiche sui soft drink, e nel paese è andato crescendo un acceso dibattito circa l'opportunità o meno di introdurre una misura simile a livello nazionale, discussione che negli ultimi anni è giunta anche al Congresso, il massimo organo legislativo del paese.
Il costo dell'obesità negli Stati Uniti è stato stimato intorno a 147 miliardi di dollari all'anno nel 2009. Nello stesso anno, l'American Heart Association ha dichiarato che le bibite zuccherate sarebbero le cause principali dell'elevata percentuale di zuccheri aggiunti nella dieta degli americani, fattore quest'ultimo strettamente connesso all'aumento del rischio di obesità.

##### Località statunitensi nelle quali è in vigore unasoda tax
La prima città statunitense ad approvare una tassa sulle bevande zuccherate è stata la californiana Berkeley, che il 1 gennaio 2015 ha adottato una tassa di un centesimo per oncia a carico dei distributori di bevande quali i soft drink, gli sport ed energy drink (ma escludendo alcoolici, succhi di frutta e bevande a base di latte). In uno studio dell'agosto 2016 i ricercatori dell'Università di Berkeley hanno evidenziato una riduzione dei consumi di bibite zuccherate maggiore del 20% a seguito dell'introduzione della tassa. Una successiva analisi della situazione prima e dopo l'adozione della misura è stata condotta nel 2017 ed ha evidenziato come, dopo un anno dalla sua adozione, l'imposta abbia contribuito ad abbassare le vendite di bibite zuccherate del 9,6%. La stessa ricerca ha mostrato come un altro effetto dell'adozione della tassa sia stato un incremento nell'acquisto di bibite più sane.
Nel giugno 2016 l'introduzione di una tassa sulle bibite zuccherate è stata approvata dal consiglio cittadino della città di Filadelfia, in Pennsylvania. La misura, entrata in vigore il 1 gennaio 2017, ha imposto un sovrapprezzo di 1,5 centesimi per oncia su tutte le bevande zuccherate, comprese quelle dietetiche. La misura è stata preceduta da un acceso dibattito circa i suoi benefici, che ha visto schierarsi autorevoli membri del Partito Democratico (Hillary Clinton si era detta favorevole all'idea mentre Bernie Sanders aveva dichiarato la sua contrarietà, sostenendo che la tassa sarebbe andata a svantaggio dei più poveri). È stato calcolato che l'American Beverage Association abbia speso più di 10 milioni di dollari in pubblicità per contrastare l'introduzione della tassa, sostenuta al contrario dall'American Heart Association, dall'American Medical Association e da altri rappresentanti del settore sanitario. Nei primi quattro mesi dalla sua introduzione, la tassa ha portato ad un introito calcolato in 25,6 milioni di dollari, inferiore a quanto inizialmente previsto. Uno studio del 2017 ha evidenziato come la misura abbia portato a una riduzione nel consumo di bevande ad alto contenuto di zuccheri fra i giovani delle fasce più povere di Filadelfia.
Altre località degli Stati Uniti dove è attualmente in vigore una Soda tax sono le città californiane di Oakland e Albany (dove dal 2017 le bibite sono tassate di un centesimo di dollaro per oncia), la città di Boulder in Colorado (2 centesimi per oncia) e Seattle (Washington), dove dal 1 gennaio 2018 un sovrapprezzo di 1,75 dollari per oncia è applicato sulle bibite zuccherate (ma non sui drinks dietetici e sulle bevande a base di frutta). È stato calcolato che in quest'ultimo caso il governo della città americana abbia incassato più di 4 milioni di dollari solo nei primi 4 mesi dall'introduzione dell'imposta, fondi che sono stati destinati a programmi per incentivare la promozione di regimi alimentari a base di frutta e verdura per le famiglie a basso reddito dell'area urbana.

### Altri continenti

#### Australia
L'associazione di categoria dei produttori di bibite australiani ha annunciato nel giugno 2018 che i produttori avrebbero tagliato il contenuto di zuccheri del 10% entro il 2020, e di un ulteriore 10% entro il 2025. Questo annuncio è stato visto come un tentativo di evitare una possibile Soda tax, misura che l'Associazione medica australiana invece propone da tempo.

#### Emirati Arabi Uniti
Nell'ottobre 2017 gli Emirati Arabi Uniti hanno introdotto una tassa del 50% sulle bibite zuccherate e una del 100% sulle bevande energetiche, con lo scopo di diminuire il consumo di questo tipo di bevande, considerate poco salutari, Con lo stesso intento è stata anche introdotta una tassa del 100% sulle sigarette.

#### Figi
Nelle Isole Figi una prima tassa sulle bibite è stata introdotta nel 2006 (5%), per poi essere innalzata nel 2016.

#### Filippine
Nella sua riforma fiscale del 2017 il presidente filippino Rodrigo Duterte ha incluso l'implementazione di una tassa sulle bevande zuccherate (entrata effettivamente in vigore l'anno successivo) come parte dello sforzo governativo di aumentare gli introiti e di combattere l'obesità. La tassa si estende sia alle bevande contenenti zucchero naturale che a quelle edulcorate artificialmente e consiste in una maggiorazione di variabile fra i 6 e i 12 Pesi filippini per litro.
La tassa non si estende al latte, al caffè e ai succhi di frutta al 100% naturali (puri), cosi come non colpisce le bibite contenenti stevia. La proposta di legge iniziale, che prevedeva anche questi prodotti fra quelli oggetto della nuova tassazione, è stata infatti bocciata dal senato filippino.

#### Mauritius
Il governo delle Mauritius ha introdotto una tassa sulle bibite zuccherate nel 2013.

#### Nauru
La Repubblica di Nauru ha varato una tassa sulle bibite zuccherate nel 2007.

#### Polinesia Francese
Nel territorio d'oltremare della Polinesia francese una tassa sulle bibite zuccherate è attiva fin dal 2002 e colpisce tanto la produzione quanto il consumo di tali bevande.

#### Samoa
Nelle isole Samoa una tassa sulle bevande zuccherate è in vigore dall'anno 1984.

#### Sant'Elena
Nel maggio del 2014 il territorio d'oltremare britannico di Sant'Elena ha implementato una tassa pari a 75 pence al litro da applicarsi sulle bevande con un contenuto di zucchero maggiore di 15 grammi per litro.

#### Singapore
Nel 2017 il primo ministro di Singapore Lee Hsien Loong si è soffermato in un discorso pubblico sull'importanza di contrastare il diabete, troppo spesso causato da un'eccessiva assunzione di zuccheri, individuando in particolare nei soft drink la causa di uno scorretto regime alimentare, in particolare per i più giovani.
Il 4 dicembre 2018 il ministero della salute ha avviato un'indagine per saggiare l'opinione pubblica circa alcune misure di contrasto al diabete, fra le quali una messa al bando delle bibite ad alto contenuto di zuccheri e l'adozione di una sugar tax.

#### Sudafrica
Una prima discussione sull'introduzione di una sugar tax in Sudafrica si è avuta nel 2016, ma l'imposta venne resa effettiva solo nel 2018, portando a un aumento del prezzo medio di una lattina di bibita dell'11%. L'importo fissato per l'imposta è di 2,1 centesimi per ogni grammo di zucchero che ecceda i 4 grammi per 100 ml di bevanda. I succhi di frutta sono stati esclusi dalla tassazione, nonostante i richiami delle associazioni dei medici che hanno ribadito come il livello di rischio per la salute di quelli contenenti zuccheri aggiunti sia equiparabile a quello delle altre bibite.

#### Tonga
Il regno pacifico di Tonga, considerato uno degli stati con la più alta percentuale di obesi in rapporto al totale della popolazione, ha introdotto nel 2013 una tassa del 15% sulle bibite gassate.